# Gerd Müller
Gerhard Müller, detto Gerd (Nördlingen, 3 novembre 1945 – Wolfratshausen, 15 agosto 2021), è stato un calciatore e dirigente sportivo tedesco, di ruolo attaccante.
Soprannominato Der Bomber, è considerato il più grande centravanti tedesco della storia oltreché tra i più forti di tutti i tempi, con la Germania Ovest è stato campione d'Europa nel 1972 e campione del mondo nel 1974, segnando i gol decisivi in entrambe le finali. Con il Bayern Monaco, squadra della quale è il migliore realizzatore di tutti i tempi, vinse 4 campionati tedeschi, 4 coppe nazionali, 1 Coppa delle Coppe, 3 Coppe dei Campioni e una Coppa Intercontinentale.
Vincitore di un Pallone d'oro (1970) e di due Scarpe d'oro (1970 e 1972), è uno dei cannonieri più prolifici della storia del calcio avendo messo a segno 732 reti in 790 incontri – il che lo rende uno dei giocatori con la più alta media realizzativa, pari a 0,93 reti a partita –, di cui 68 con la squadra nazionale della Germania Occidentale, a fronte di sole 62 presenze. Con 365 gol realizzati è il miglior marcatore nella storia della Bundesliga.
Assieme a Valentin Koz'mič Ivanov, Dražan Jerković e David Villa è uno dei calciatori ad avere vinto sia la classifica dei cannonieri dei Mondiali (1970) che degli Europei (1972).
Nel 2004 Pelé lo ha inserito nella sua FIFA 100, lista che raccoglie i 125 più grandi calciatori della storia al momento della stesura.

## Biografia

### Gioventù
Gerd Müller è nato il 3 novembre 1945 nella città bavarese-sveva di Nördlingen. Era il quinto e più giovane figlio di Johann Heinrich Müller e di sua moglie Christina Karoline nata Jung. In giovane età, ha iniziato a giocare a calcio con i giovani di Nördlingen per la strada prima che Georg Münzinger, un membro della squadra giovanile del TSV 1861 Nördlingen, volesse guidarlo nel suo club. A causa dei dubbi su se stesso e della sua timidezza, si dice che Hadde, come veniva spesso chiamato Müller in gioventù, non abbia osato unirsi al club.
Nell'agosto 1958, l'ormai dodicenne Müller si unì alla squadra giovanile del TSV 1861 Nördlingen su raccomandazione di Münzinger, dopo che un amico che era già attivo nel club lo aveva portato ad allenarsi, e aveva già mostrato qualità da gol come giocatore giovanile. Nelle giovanili A si dice che abbia segnato 180 gol  su un totale di 204 partite durante la stagione 1962/63 ed è stato nominato nella selezione giovanile della Federcalcio bavarese.
Müller, che proveniva da un ambiente umile, iniziò un apprendistato come tessitore in un'azienda di Nördlingen dopo aver completato con successo la scuola elementare all'età di 14 anni. Quando avrebbe dovuto lavorare a turni lì, perdendo l'allenamento serale a settimane alterne, ha accettato un lavoro come saldatore nell'azienda Bremshey.

### Vita privata
Nell'ottobre 1965 conobbe la sua futura moglie Ursula ("Uschi") Ebenböck, figlia di un ingegnere civile e di una cartolaia, mentre beveva un caffè in una filiale di Tchibo alla stazione di Monaco di Baviera Est. All'epoca lei aveva 16 anni e poco dopo Müller festeggiò il suo ventesimo compleanno. La coppia si sposò nel 1967, con sua moglie che agì anche come suo manager, specialmente mentre stava militando all'FC Bayern Monaco. La loro figlia è nata nel 1971; da lei ebbe anche il suo unico nipote.
Müller, i cui genitori riuscivano appena a sbarcare il lunario come autista e donna delle pulizie, spesso agli occhi di molti e anche di compagni di gioco rimaneva solo l'uomo ignorante di Nördlingen cresciuto in condizioni disagiate con il suo diploma di scuola elementare. Ha "percepito il rifiuto e l'arroganza che gli venivano lanciati da parti all'interno della squadra, e ne ha sofferto", scrive lo storico Hans Woller nella sua biografia Gerd Müller – oder wie das Geld in den Fußball kam. ("Gerd Müller - o come i soldi sono entrati nel calcio"). "Nessuno veniva da così in basso, quasi nessuno veniva così chiaramente dalla provincia."

## Carriera

### Giocatore

#### Club

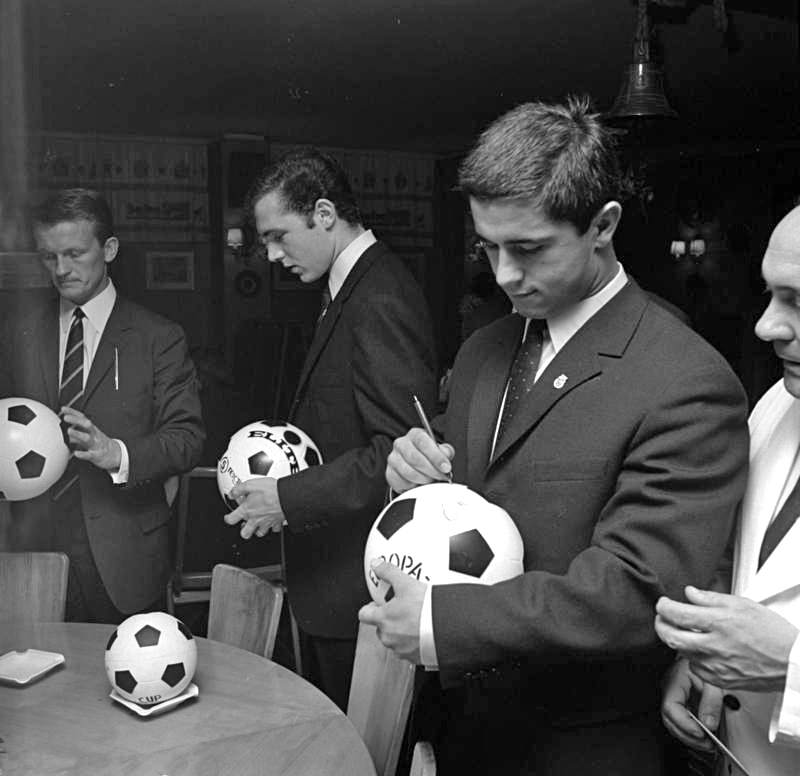
Müller nel 1967 con Franz Beckenbauer e Werner Olk.

Iniziò la carriera nelle giovanili della squadra della sua città, il TSV 1961 Nördlingen. Ebbe la fortuna, in coabitazione con Beckenbauer, di ritrovarsi non uno ma due allenatori che hanno creduto al suo talento: gli jugoslavi (croati) Čajkovski e Zebec. Il primo lo scoprì e lo lanciò in prima squadra, il secondo ne affinò le caratteristiche.
A diciannove anni fu notato dal Bayern Monaco che lo mise subito sotto contratto. Il club, che già aveva in organico Sepp Maier e Franz Beckenbauer, cercava di fare il salto dalla Regionalliga Süd (seconda serie del campionato tedesco occidentale) al massimo campionato, la Bundesliga. Vi riuscì nel 1965, e Gerd Müller fu una delle chiavi dei successi futuri della squadra di Monaco di Baviera: nelle quindici stagioni al Bayern Monaco segnò 365 gol in 427 presenze in campionato; fu quattro volte campione di Germania (1969, 1972, 1973 e 1974), tre volte campione d'Europa (1974, 1975 e 1976), vinse la Coppa Intercontinentale nel 1976 e la Coppa delle Coppe nel 1967. Le sue 365 reti in Bundesliga costituiscono tuttora un primato ineguagliato, di 88 gol superiore al secondo miglior marcatore, Robert Lewandowski (277).
In ragione della sua prolificità Müller fu ribattezzato Bomber der Nation ("Il cannoniere nazionale") e, vista la sua statura non eccezionale, Kleines dickes Müller ("Il piccolo grasso Müller", con una forzatura alla declinazione dell'aggettivo).

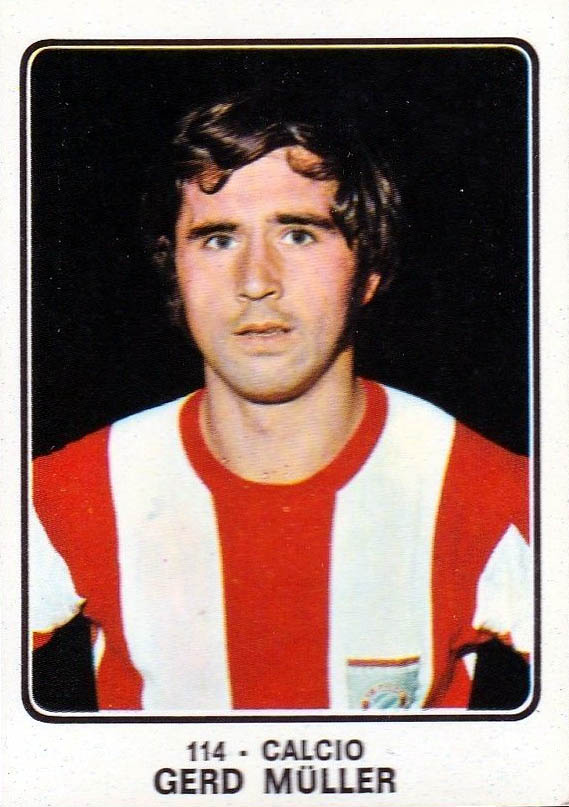
Müller con la maglia del Bayern Monaco nel 1973

Il ruolino di marcia internazionale di Gerd Müller fu perfettamente in linea con quello del campionato tedesco: con il Bayern Monaco segnò 69 gol in 77 partite ufficiali nelle Coppe Europee (ma la UEFA non computa le sette reti che segnò in Coppa delle Fiere, in quanto competizione non organizzata dalla UEFA).
Nel 1970 gli fu assegnato il Pallone d'oro.
Anche Gerd Müller si cimentò con il calcio statunitense: quando nel 1979 lasciò il Bayern Monaco fu ingaggiato dai Fort Lauderdale Strikers, squadra della Florida militante nella North American Soccer League. In tre stagioni segnò 40 gol, riuscendo anche a raggiungere la finale nel 1980, venendo però sconfitto dai Cosmos del suo ex compagno di club e di nazionale Franz Beckenbauer. Nel 1982 si ritirò dal calcio giocato.

#### Nazionale

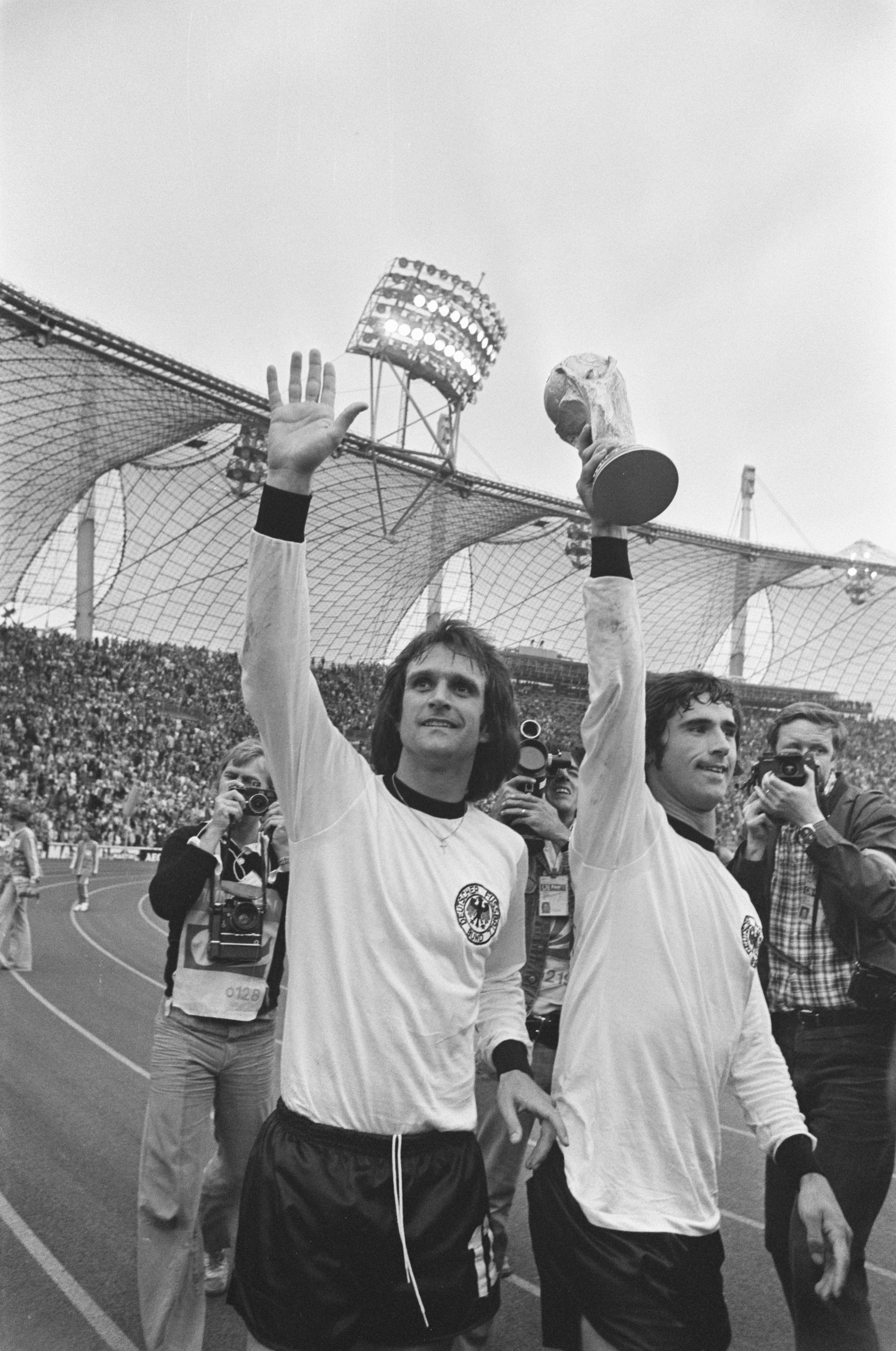
Müller (a destra) solleva la Coppa del Mondo nel 1974; al suo fianco, il connazionale Overath.

La carriera di Müller in Nazionale (all'epoca la Germania Ovest) fu relativamente breve (solo otto anni), ma molto prolifica e ricca di soddisfazioni. È uno tra i pochi calciatori con più di 50 presenze in Nazionale a vantare più gol segnati che gettoni di presenza: nelle 62 volte in cui ha vestito la maglia della Germania Ovest, infatti, ha segnato ben 68 gol.
Con la sua nazionale, Gerd Müller esordì in un'amichevole contro la Turchia nel 1966; già l'anno dopo si rese protagonista con una quaterna (la prima di quattro) all'Albania nelle qualificazioni per il campionato europeo del 1968, alla cui fase finale la Germania Ovest comunque non prese parte, essendosi classificata seconda nel proprio girone alle spalle della Jugoslavia. Due anni dopo, prese parte ai Mondiali messicani del 1970 e nella semifinale a Città del Messico, passata alla storia come la partita del secolo, segnò due gol; Müller si laureò capocannoniere (10 gol) della competizione e anche grazie alle straripanti prestazioni si aggiudicò il Pallone d'oro di quell'anno.
Fu campione d'Europa nel 1972, segnando due dei tre gol con i quali la Germania Ovest sconfisse l'Unione Sovietica nella finale di Bruxelles, e vinse il campionato del mondo del 1974, segnando il gol con cui la Germania Ovest superò di misura la Polonia in semifinale e, soprattutto, quello che decise la finale a Monaco di Baviera contro i Paesi Bassi. Fu, a soli 28 anni, la sua ultima partita in Nazionale.

### Dopo il ritiro

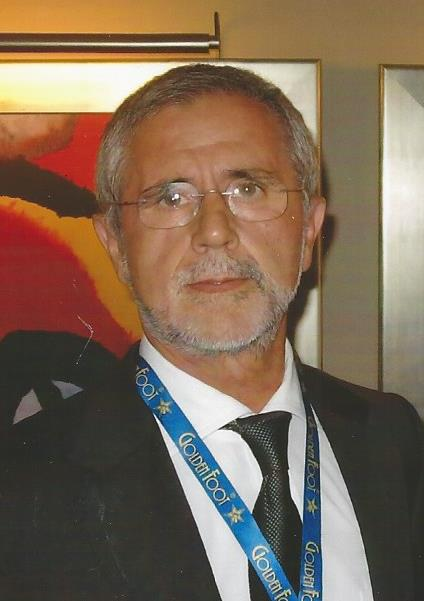
Müller nel 2007

Dopo il ritiro, Müller dovette affrontare un lungo periodo di depressione, che lo condusse anche all'alcolismo. Gli vennero in soccorso i suoi ex compagni del Bayern Monaco nel frattempo divenuti dirigenti del club, che lo incoraggiarono ad affrontare una terapia di disintossicazione e riabilitazione e successivamente, nel 1992, lo ingaggiarono nello staff tecnico come allenatore delle squadre giovanili.
La notte del 17 luglio 2011 Müller scomparve nel nulla per le vie di Trento. Subito preoccupati, i dirigenti avvisarono le forze dell'ordine, che lo rinvennero 15 ore dopo, sempre a Trento, in stato confusionale.
Il 6 ottobre 2015 il Bayern Monaco rivelò che Müller era affetto dalla malattia di Alzheimer. Da quel momento l'ex attaccante visse in un centro medico specializzato fino alla morte, avvenuta la mattina del 15 agosto 2021 a 75 anni per l'aggravarsi delle sue condizioni. Müller fu sepolto nella sala delle urne del cimitero di Straßlach-Dingharting, nel circondario di Monaco.

## Statistiche
Globalmente Gerd Müller, tra club e nazionale, ha segnato 732 gol in 790 presenze ufficiali, alla media di 0,93 reti a partita.

### Presenze e reti nei club
| Stagione                        | Squadra                         | Campionato                      | Campionato | Campionato | Coppe nazionali | Coppe nazionali | Coppe nazionali | Coppe continentali | Coppe continentali | Coppe continentali | Altre coppe | Altre coppe | Altre coppe | Totale | Totale |
| Stagione                        | Squadra                         | Comp                            | Pres       | Reti       | Comp            | Pres            | Reti            | Comp               | Pres               | Reti               | Comp        | Pres        | Reti        | Pres   | Reti   |
| ------------------------------- | ------------------------------- | ------------------------------- | ---------- | ---------- | --------------- | --------------- | --------------- | ------------------ | ------------------ | ------------------ | ----------- | ----------- | ----------- | ------ | ------ |
| 1962-1963                       | Nördlingen                      | 2AS                             | 3          | 4          | -               | -               | -               | -                  | -                  | -                  | -           | -           | -           | 3      | 4      |
| 1963-1964                       | Nördlingen                      | BS                              | 28         | 47         | -               | -               | -               | -                  | -                  | -                  | -           | -           | -           | 28     | 47     |
| Totale Nördlingen               | Totale Nördlingen               | Totale Nördlingen               | 31         | 51         |                 | -               | -               |                    | -                  | -                  |             | -           | -           | 31     | 51     |
| 1964-1965                       | Bayern Monaco II                | LB-S                            | 3          | 2          | -               | -               | -               | -                  | -                  | -                  | -           | -           | -           | 3      | 2      |
| 1964-1965                       | Bayern Monaco                   | RLSüd                           | 26+6       | 33+6       |                 | -               | -               | -                  | -                  | -                  | SGC         | 2           | 2           | 34     | 41     |
| 1965-1966                       | Bayern Monaco                   | BL                              | 33         | 15         | CG              | 6               | 1               | -                  | -                  | -                  | -           | -           | -           | 39     | 16     |
| 1966-1967                       | Bayern Monaco                   | BL                              | 32         | 28         | CG              | 4               | 7               | CdC                | 9                  | 8                  | -           | -           | -           | 45     | 43     |
| 1967-1968                       | Bayern Monaco                   | BL                              | 34         | 19         | CG              | 4               | 4               | CdC                | 8                  | 7                  | -           | -           | -           | 46     | 30     |
| 1968-1969                       | Bayern Monaco                   | BL                              | 30         | 30         | CG              | 5               | 7               | -                  | -                  | -                  | -           | -           | -           | 35     | 37     |
| 1969-1970                       | Bayern Monaco                   | BL                              | 33         | 38         | CG              | 3               | 4               | CC                 | 2                  | 0                  | -           | -           | -           | 38     | 42     |
| 1970-1971                       | Bayern Monaco                   | BL                              | 32         | 22         | CG              | 7               | 10              | CdF                | 8                  | 7                  | -           | -           | -           | 47     | 39     |
| 1971-1972                       | Bayern Monaco                   | BL                              | 34         | 40         | CG              | 6               | 5               | CdC                | 8                  | 5                  | -           | -           | -           | 48     | 50     |
| 1972-1973                       | Bayern Monaco                   | BL                              | 33         | 36         | CG+CdL          | 5+5             | 7+12            | CC                 | 6                  | 11                 | -           | -           | -           | 49     | 66     |
| 1973-1974                       | Bayern Monaco                   | BL                              | 34         | 30         | CG              | 4               | 5               | CC                 | 10                 | 8                  | -           | -           | -           | 48     | 43     |
| 1974-1975                       | Bayern Monaco                   | BL                              | 33         | 23         | CG              | 3               | 2               | CC                 | 7                  | 5                  | -           | -           | -           | 43     | 30     |
| 1975-1976                       | Bayern Monaco                   | BL                              | 22         | 23         | CG              | 6               | 7               | CC                 | 6                  | 5                  | SU          | 1           | 0           | 35     | 35     |
| 1976-1977                       | Bayern Monaco                   | BL                              | 25         | 28         | CG              | 4               | 11              | CC                 | 4                  | 5                  | SU+CInt     | 2+2         | 3+1         | 37     | 48     |
| 1977-1978                       | Bayern Monaco                   | BL                              | 33         | 24         | CG              | 3               | 4               | CU                 | 6                  | 4                  | CE          | 6           | 5           | 48     | 37     |
| 1978-1979                       | Bayern Monaco                   | BL                              | 19         | 9          | CG              | 2               | 4               | -                  | -                  | -                  | -           | -           | -           | 21     | 13     |
| Totale Bayern Monaco            | Totale Bayern Monaco            | Totale Bayern Monaco            | 453+6      | 398+6      |                 | 62+5            | 78+12           |                    | 74                 | 65                 |             | 13          | 11          | 613    | 570    |
| 1979                            | Ft. Lauderdale Strikers         | NASL                            | 25+2       | 19+0       | -               | -               | -               | -                  | -                  | -                  | -           | -           | -           | 27     | 19     |
| 1980                            | Ft. Lauderdale Strikers         | NASL                            | 29+7       | 14+2       | -               | -               | -               | -                  | -                  | -                  | -           | -           | -           | 36     | 16     |
| 1981                            | Ft. Lauderdale Strikers         | NASL                            | 17         | 5          | -               | -               | -               | -                  | -                  | -                  | -           | -           | -           | 17     | 5      |
| Totale Fort Lauderdale Strikers | Totale Fort Lauderdale Strikers | Totale Fort Lauderdale Strikers | 71+9       | 38+2       |                 | -               | -               |                    | -                  | -                  |             | -           | -           | 80     | 40     |
| Totale carriera                 | Totale carriera                 | Totale carriera                 | 558+15     | 489+8      |                 | 62+5            | 78+12           |                    | 74                 | 65                 |             | 13          | 11          | 727    | 663    |

### Cronologia presenze e reti in nazionale
| Cronologia completa delle presenze e delle reti in nazionale ― Germania Ovest | Cronologia completa delle presenze e delle reti in nazionale ― Germania Ovest | Cronologia completa delle presenze e delle reti in nazionale ― Germania Ovest | Cronologia completa delle presenze e delle reti in nazionale ― Germania Ovest | Cronologia completa delle presenze e delle reti in nazionale ― Germania Ovest | Cronologia completa delle presenze e delle reti in nazionale ― Germania Ovest | Cronologia completa delle presenze e delle reti in nazionale ― Germania Ovest | Cronologia completa delle presenze e delle reti in nazionale ― Germania Ovest |
| Data                                                                          | Città                                                                         | In casa                                                                       | Risultato                                                                     | Ospiti                                                                        | Competizione                                                                  | Reti                                                                          | Note                                                                          |
| ----------------------------------------------------------------------------- | ----------------------------------------------------------------------------- | ----------------------------------------------------------------------------- | ----------------------------------------------------------------------------- | ----------------------------------------------------------------------------- | ----------------------------------------------------------------------------- | ----------------------------------------------------------------------------- | ----------------------------------------------------------------------------- |
| 12-10-1966                                                                    | Ankara                                                                        | Turchia                                                                       | 0 – 2                                                                         | Germania Ovest                                                                | Amichevole                                                                    | -                                                                             |                                                                               |
| 8-4-1967                                                                      | Dortmund                                                                      | Germania Ovest                                                                | 6 – 0                                                                         | Albania                                                                       | Qual. Euro 1968                                                               | 4                                                                             |                                                                               |
| 3-5-1967                                                                      | Belgrado                                                                      | Jugoslavia                                                                    | 1 – 0                                                                         | Germania Ovest                                                                | Qual. Euro 1968                                                               | -                                                                             |                                                                               |
| 27-9-1967                                                                     | Berlino                                                                       | Germania Ovest                                                                | 5 – 1                                                                         | Francia                                                                       | Amichevole                                                                    | 1                                                                             |                                                                               |
| 7-10-1967                                                                     | Amburgo                                                                       | Germania Ovest                                                                | 3 – 1                                                                         | Jugoslavia                                                                    | Qual. Euro 1968                                                               | 1                                                                             |                                                                               |
| 25-9-1968                                                                     | Marsiglia                                                                     | Francia                                                                       | 1 – 1                                                                         | Germania Ovest                                                                | Amichevole                                                                    | -                                                                             |                                                                               |
| 13-10-1968                                                                    | Vienna                                                                        | Austria                                                                       | 0 – 2                                                                         | Germania Ovest                                                                | Qual. Mondiali 1970                                                           | 1                                                                             |                                                                               |
| 23-11-1968                                                                    | Nicosia                                                                       | Cipro                                                                         | 0 – 1                                                                         | Germania Ovest                                                                | Qual. Mondiali 1970                                                           | 1                                                                             |                                                                               |
| 26-3-1969                                                                     | Francoforte                                                                   | Germania Ovest                                                                | 1 – 1                                                                         | Galles                                                                        | Amichevole                                                                    | 1                                                                             |                                                                               |
| 16-4-1969                                                                     | Glasgow                                                                       | Scozia                                                                        | 1 – 1                                                                         | Germania Ovest                                                                | Qual. Mondiali 1970                                                           | 1                                                                             |                                                                               |
| 10-5-1969                                                                     | Norimberga                                                                    | Germania Ovest                                                                | 1 – 0                                                                         | Austria                                                                       | Qual. Mondiali 1970                                                           | 1                                                                             |                                                                               |
| 21-5-1969                                                                     | Essen                                                                         | Germania Ovest                                                                | 12 – 0                                                                        | Cipro                                                                         | Qual. Mondiali 1970                                                           | 4                                                                             |                                                                               |
| 21-9-1969                                                                     | Vienna                                                                        | Austria                                                                       | 1 – 1                                                                         | Germania Ovest                                                                | Amichevole                                                                    | 1                                                                             |                                                                               |
| 24-9-1969                                                                     | Sofia                                                                         | Bulgaria                                                                      | 0 – 1                                                                         | Germania Ovest                                                                | Amichevole                                                                    | -                                                                             |                                                                               |
| 22-10-1969                                                                    | Gotha                                                                         | Germania Ovest                                                                | 3 – 2                                                                         | Scozia                                                                        | Qual. Mondiali 1970                                                           | 1                                                                             |                                                                               |
| 11-2-1970                                                                     | Siviglia                                                                      | Spagna                                                                        | 2 – 0                                                                         | Germania Ovest                                                                | Amichevole                                                                    | -                                                                             |                                                                               |
| 8-4-1970                                                                      | Stoccarda                                                                     | Germania Ovest                                                                | 1 – 1                                                                         | Romania                                                                       | Amichevole                                                                    | -                                                                             |                                                                               |
| 9-5-1970                                                                      | Berlino                                                                       | Germania Ovest                                                                | 2 – 1                                                                         | Irlanda                                                                       | Amichevole                                                                    | -                                                                             |                                                                               |
| 13-5-1970                                                                     | Hannover                                                                      | Germania Ovest                                                                | 1 – 0                                                                         | Jugoslavia                                                                    | Amichevole                                                                    | -                                                                             |                                                                               |
| 3-6-1970                                                                      | León                                                                          | Germania Ovest                                                                | 2 – 1                                                                         | Marocco                                                                       | Mondiali 1970 - 1º turno                                                      | 1                                                                             |                                                                               |
| 7-6-1970                                                                      | León                                                                          | Germania Ovest                                                                | 5 – 2                                                                         | Bulgaria                                                                      | Mondiali 1970 - 1º turno                                                      | 3                                                                             |                                                                               |
| 10-6-1970                                                                     | León                                                                          | Germania Ovest                                                                | 3 – 1                                                                         | Perù                                                                          | Mondiali 1970 - 1º turno                                                      | 3                                                                             |                                                                               |
| 14-6-1970                                                                     | León                                                                          | Germania Ovest                                                                | 3 – 2                                                                         | Inghilterra                                                                   | Mondiali 1970 - Quarti di finale                                              | 1                                                                             |                                                                               |
| 17-6-1970                                                                     | Città del Messico                                                             | Italia                                                                        | 4 – 3                                                                         | Germania Ovest                                                                | Mondiali 1970 - Semifinale                                                    | 2                                                                             | Resoconto                                                                     |
| 20-6-1970                                                                     | Città del Messico                                                             | Germania Ovest                                                                | 1 – 0                                                                         | Uruguay                                                                       | Mondiali 1970 - Finale 3º posto                                               | -                                                                             |                                                                               |
| 9-9-1970                                                                      | Norimberga                                                                    | Germania Ovest                                                                | 3 – 1                                                                         | Ungheria                                                                      | Amichevole                                                                    | 2                                                                             |                                                                               |
| 17-10-1970                                                                    | Colonia                                                                       | Germania Ovest                                                                | 1 – 1                                                                         | Turchia                                                                       | Qual. Euro 1972                                                               | 1                                                                             |                                                                               |
| 17-2-1971                                                                     | Tirana                                                                        | Albania                                                                       | 0 – 1                                                                         | Germania Ovest                                                                | Qual. Euro 1972                                                               | 1                                                                             |                                                                               |
| 25-4-1971                                                                     | Istanbul                                                                      | Turchia                                                                       | 0 – 3                                                                         | Germania Ovest                                                                | Qual. Euro 1972                                                               | 2                                                                             |                                                                               |
| 22-6-1971                                                                     | Oslo                                                                          | Norvegia                                                                      | 1 – 7                                                                         | Germania Ovest                                                                | Amichevole                                                                    | 3                                                                             |                                                                               |
| 27-6-1971                                                                     | Göteborg                                                                      | Svezia                                                                        | 1 – 0                                                                         | Germania Ovest                                                                | Amichevole                                                                    | -                                                                             |                                                                               |
| 30-6-1971                                                                     | Copenaghen                                                                    | Danimarca                                                                     | 1 – 3                                                                         | Germania Ovest                                                                | Amichevole                                                                    | 1                                                                             |                                                                               |
| 8-9-1971                                                                      | Hannover                                                                      | Germania Ovest                                                                | 5 – 0                                                                         | Messico                                                                       | Amichevole                                                                    | 3                                                                             |                                                                               |
| 10-10-1971                                                                    | Varsavia                                                                      | Polonia                                                                       | 1 – 3                                                                         | Germania Ovest                                                                | Qual. Euro 1972                                                               | 2                                                                             |                                                                               |
| 17-11-1971                                                                    | Amburgo                                                                       | Germania Ovest                                                                | 0 – 0                                                                         | Polonia                                                                       | Qual. Euro 1972                                                               | -                                                                             |                                                                               |
| 29-3-1972                                                                     | Budapest                                                                      | Ungheria                                                                      | 0 – 2                                                                         | Germania Ovest                                                                | Amichevole                                                                    | -                                                                             |                                                                               |
| 29-4-1972                                                                     | Londra                                                                        | Inghilterra                                                                   | 1 – 3                                                                         | Germania Ovest                                                                | Euro 1972 - Quarti di finale - andata                                         | 1                                                                             |                                                                               |
| 13-5-1972                                                                     | Berlino                                                                       | Germania Ovest                                                                | 0 – 0                                                                         | Inghilterra                                                                   | Euro 1972 - Quarti di finale - ritorno                                        | -                                                                             |                                                                               |
| 26-5-1972                                                                     | Monaco di Baviera                                                             | Germania Ovest                                                                | 4 – 1                                                                         | Unione Sovietica                                                              | Amichevole                                                                    | 4                                                                             |                                                                               |
| 14-6-1972                                                                     | Anversa                                                                       | Belgio                                                                        | 1 – 2                                                                         | Germania Ovest                                                                | Euro 1972 - Semifinale                                                        | 2                                                                             |                                                                               |
| 18-6-1972                                                                     | Bruxelles                                                                     | Germania Ovest                                                                | 3 – 0                                                                         | Unione Sovietica                                                              | Euro 1972 - Finale                                                            | 2                                                                             | 1º titolo europeo                                                             |
| 15-11-1972                                                                    | Düsseldorf                                                                    | Germania Ovest                                                                | 5 – 1                                                                         | Svizzera                                                                      | Amichevole                                                                    | 4                                                                             |                                                                               |
| 28-3-1973                                                                     | Düsseldorf                                                                    | Germania Ovest                                                                | 3 – 0                                                                         | Cecoslovacchia                                                                | Amichevole                                                                    | 2                                                                             |                                                                               |
| 9-5-1973                                                                      | Monaco di Baviera                                                             | Germania Ovest                                                                | 0 – 1                                                                         | Jugoslavia                                                                    | Amichevole                                                                    | -                                                                             |                                                                               |
| 12-5-1973                                                                     | Gotha                                                                         | Germania Ovest                                                                | 3 – 0                                                                         | Bulgaria                                                                      | Amichevole                                                                    | -                                                                             |                                                                               |
| 16-6-1973                                                                     | Berlino                                                                       | Germania Ovest                                                                | 0 – 1                                                                         | Brasile                                                                       | Amichevole                                                                    | -                                                                             |                                                                               |
| 5-9-1973                                                                      | Mosca                                                                         | Unione Sovietica                                                              | 0 – 1                                                                         | Germania Ovest                                                                | Amichevole                                                                    | 1                                                                             |                                                                               |
| 10-10-1973                                                                    | Hannover                                                                      | Germania Ovest                                                                | 4 – 0                                                                         | Austria                                                                       | Amichevole                                                                    | 2                                                                             |                                                                               |
| 13-10-1973                                                                    | Gelsenkirchen                                                                 | Germania Ovest                                                                | 2 – 1                                                                         | Francia                                                                       | Amichevole                                                                    | 2                                                                             |                                                                               |
| 24-11-1973                                                                    | Stoccarda                                                                     | Germania Ovest                                                                | 2 – 1                                                                         | Spagna                                                                        | Amichevole                                                                    | -                                                                             |                                                                               |
| 23-2-1974                                                                     | Barcellona                                                                    | Spagna                                                                        | 1 – 0                                                                         | Germania Ovest                                                                | Amichevole                                                                    | -                                                                             |                                                                               |
| 26-2-1974                                                                     | Roma                                                                          | Italia                                                                        | 0 – 0                                                                         | Germania Ovest                                                                | Amichevole                                                                    | -                                                                             |                                                                               |
| 27-3-1974                                                                     | Francoforte                                                                   | Germania Ovest                                                                | 2 – 1                                                                         | Scozia                                                                        | Amichevole                                                                    | -                                                                             |                                                                               |
| 17-4-1974                                                                     | Dortmund                                                                      | Germania Ovest                                                                | 5 – 0                                                                         | Ungheria                                                                      | Amichevole                                                                    | 2                                                                             |                                                                               |
| 1-5-1974                                                                      | Amburgo                                                                       | Germania Ovest                                                                | 2 – 0                                                                         | Svezia                                                                        | Amichevole                                                                    | -                                                                             |                                                                               |
| 14-6-1974                                                                     | Berlino                                                                       | Germania Ovest                                                                | 1 – 0                                                                         | Cile                                                                          | Mondiali 1974 - 1º turno                                                      | -                                                                             |                                                                               |
| 18-6-1974                                                                     | Amburgo                                                                       | Australia                                                                     | 0 – 3                                                                         | Germania Ovest                                                                | Mondiali 1974 - 1º turno                                                      | 1                                                                             |                                                                               |
| 22-6-1974                                                                     | Amburgo                                                                       | Germania Est                                                                  | 1 – 0                                                                         | Germania Ovest                                                                | Mondiali 1974 - 1º turno                                                      | -                                                                             |                                                                               |
| 26-6-1974                                                                     | Düsseldorf                                                                    | Jugoslavia                                                                    | 0 – 2                                                                         | Germania Ovest                                                                | Mondiali 1974 - 2º turno                                                      | 1                                                                             |                                                                               |
| 30-6-1974                                                                     | Düsseldorf                                                                    | Germania Ovest                                                                | 4 – 2                                                                         | Svezia                                                                        | Mondiali 1974 - 2º turno                                                      | -                                                                             |                                                                               |
| 3-7-1974                                                                      | Francoforte                                                                   | Polonia                                                                       | 0 – 1                                                                         | Germania Ovest                                                                | Mondiali 1974 - 2º turno                                                      | 1                                                                             |                                                                               |
| 7-7-1974                                                                      | Monaco di Baviera                                                             | Paesi Bassi                                                                   | 1 – 2                                                                         | Germania Ovest                                                                | Mondiali 1974 - Finale                                                        | 1                                                                             | 2º titolo mondiale                                                            |
| Totale                                                                        |                                                                               | Presenze                                                                      | 62                                                                            |                                                                               | Reti (2º posto)                                                               | 68                                                                            |                                                                               |

### Record
Durante la sua carriera Müller è riuscito a battere alcuni record:
- Unico calciatore, insieme a Ferenc Deák, Jimmy McGrory, Josef Bican, Lionel Messi e Cristiano Ronaldo ad aver segnato almeno 50 reti per due stagioni consecutive in Europa.
- Primo calciatore ad aver vinto la Coppa dei Campioni (1974, 1975, 1976), il Campionato mondiale di calcio (1974), il Pallone d'oro (1970) e la Scarpa d'oro (1970, 1972). A lui si è unito Lionel Messi nel 2022, completando tale record vincendo il Campionato mondiale di calcio 2022.
- Per quasi quarant'anni ha detenuto il record di gol in una stagione (67 marcature nel 1972/1973, che diventano 73 conteggiando anche quelle messe a segno con la nazionale) e in un anno solare (85 nel 1972); questi primati sono stati superati da Lionel Messi, che ha realizzato 73 reti nel 2011/2012 (82 contando anche quelli in nazionale) e 91 gol nel 2012.
- Calciatore ad aver segnato il maggior numero di gol (365) in Bundesliga.
- Calciatore ad aver segnato più cinquine (4) in Bundesliga.
- Calciatore ad aver realizzato, al pari di Robert Lewandowski, la tripletta più veloce della storia della Bundesliga (4 minuti).
- Per molti anni è stato il giocatore con più reti realizzate (62[29]) nelle coppe europee, classifica in cui è stato poi superato da otto calciatori: Sergio Agüero, Andrij Ševčenko, Filippo Inzaghi, Karim Benzema, Raúl, Robert Lewandowski, Lionel Messi e il detentore del record al 2021, Cristiano Ronaldo.
- Secondo calciatore per numero di gol realizzati con la maglia della nazionale (68), alle spalle di Miroslav Klose (70).
- Fino al 2006 con 14 reti era il miglior realizzatore di reti in una fase finale del Campionato mondiale di calcio, record poi superato in quell'anno da Ronaldo (15 gol) e ulteriormente migliorato Miroslav Klose (16 gol) nel 2014.
- Fino al 2014 era il miglior realizzatore tedesco di reti in una fase finale del Campionato mondiale di calcio, record superato da Miroslav Klose durante il campionato del mondo 2014 con 16 reti.
- Si stima che abbia realizzato 1461 gol in carriera, tra amichevoli e incontri ufficiali.[30]

## Palmarès

### Club

#### Competizioni regionali
- Regionalliga Süd: 1

Bayern Monaco: 1964-1965

#### Competizioni nazionali
- Campionato tedesco: 4

Bayern Monaco: 1968-1969, 1971-1972, 1972-1973, 1973-1974
- Coppa di Germania: 4

Bayern Monaco: 1966, 1967, 1969, 1970-1971

#### Competizioni internazionali
- Coppa delle Coppe: 1

Bayern Monaco: 1966-1967
- Coppa dei Campioni: 3

Bayern Monaco: 1973-1974, 1974-1975, 1975-1976
- Coppa Intercontinentale: 1

Bayern Monaco: 1976

### Nazionale
- Campionato d'Europa: 1

1972
- Campionato mondiale: 1

1974

### Individuale
- Calciatore tedesco-occidentale dell'anno: 2

1967, 1969
- Capocannoniere del campionato tedesco-occidentale: 7 (record condiviso con Robert Lewandowski)

1966-67 (28 gol), 1968-69 (30 gol), 1969-70 (38 gol), 1971-72 (40 gol), 1972-73 (36 gol), 1973-74 (30 gol), 1977-78 (24 gol)
- Capocannoniere della Coppa dei Campioni: 4

1972-73 (12 gol), 1973-74 (8 gol), 1974-75 (5 gol), 1976-77 (5 gol)
- Capocannoniere della Coppa delle Coppe: 1

1966-67 (8 gol)
- Scarpa d'oro: 2

1969-1970, 1971-1972
- Capocannoniere del Campionato del mondo: 1

1970 (10 gol)
- Capocannoniere del Campionato europeo: 1

1972 (4 gol)
- Pallone d'oro: 1

1970
- Inserito nelle "Leggende del Calcio" del Golden Foot (2007)